# 泰韦里纳堡
泰韦里纳堡（義大利語：Castiglione in Teverina）是意大利维泰博省的一个市镇。总面积19.96平方公里，人口2383人，人口密度119.4人/平方公里（2009年）。ISTAT代码为056018。